# Пахтакор-2
«Пахтако́р»-2 (узб. Paxtakor-2) — бывшая узбекистанская футбольная команда из Ташкента, фарм-клуб «Пахтакора».
Основан в 2012 году. В сезонах-2012-2016 выступал в Первой лиге чемпионата Узбекистана. В 2016 году «Пахтакор»-2 занял последнее, 17-е место.

## Главные тренеры
| Тренер             | Период    |
| ------------------ | --------- |
| Нумон Хасанов      | 2012      |
| Ильхом Муминджонов | 2012-н.в. |